# 比拉格拉萨
比拉格拉萨，是西班牙加泰罗尼亚莱里达省的一个市镇。 总面积20平方公里，总人口402人（2001年），人口密度20人/平方公里。